# Reliable User Datagram Protocol
Reliable User Datagram Protocol（RUDP）は、Plan 9のためにベル研究所で設計されたトランスポート層のプロトコルである。
保証されたパケット送出をするためには、UDPではあまりに原始的だが、TCPでは、プロトコル上のオーバヘッドが大きすぎる。そこで、RUDPは、UDPに以下のような機能をTCPより少ないオーバーヘッドで拡張したものである。 
1. 受信パケットの確認応答
2. ウィンドーイングとフロー制御
3. 欠損パケットの再送
4. リアルタイムストリーミングより速いオーバーバッファリング

RUDPは現在、正式な規格ではないが、1999年にIETFのインターネットドラフトで記述された。標準化のための提案はされていない。